# IC 2542
IC 2542 ist eine Spiralgalaxie vom Hubble-Typ Sbc im Sternbild Kleiner Löwe am Nordsternhimmel. Sie ist schätzungsweise 272 Millionen Lichtjahre von der Milchstraße entfernt und hat einen Durchmesser von etwa 75.000 Lichtjahren.

Im selben Himmelsareal befindet sich u. a. die Galaxie IC 2544.
Das Objekt wurde am 12. Mai 1896 von Stéphane Javelle entdeckt.